# The Blessed Hellride
The Blessed Hellride è il quarto album in studio del gruppo musicale heavy metal statunitense Black Label Society, pubblicato nel 2003 dalla Spitfire Records e in seguito dalla Armoury Records.

## Tracce
1. Stoned and Drunk – 5:02
2. Doomsday Jesus – 3:30
3. Stillborn (feat.Ozzy Osbourne) – 3:15
4. Suffering Overdue – 4:29
5. The Blessed Hellride – 4:32
6. Funeral Bell – 4:41
7. Final Solution – 4:04
8. Destruction Overdrive – 3:01
9. Blackened Waters – 3:56
10. We Live No More – 4:02
11. Dead Meadow – 4:30
12. F.U.N. (Japanese Bonus Track) – 2:58

## Formazione
- Zakk Wylde – voce, chitarra, basso, pianoforte
- Craig Nunenmacher – batteria

Ospiti
- Ozzy Osbourne - voce secondaria (Stillborn)